# Plukenetia volubilis

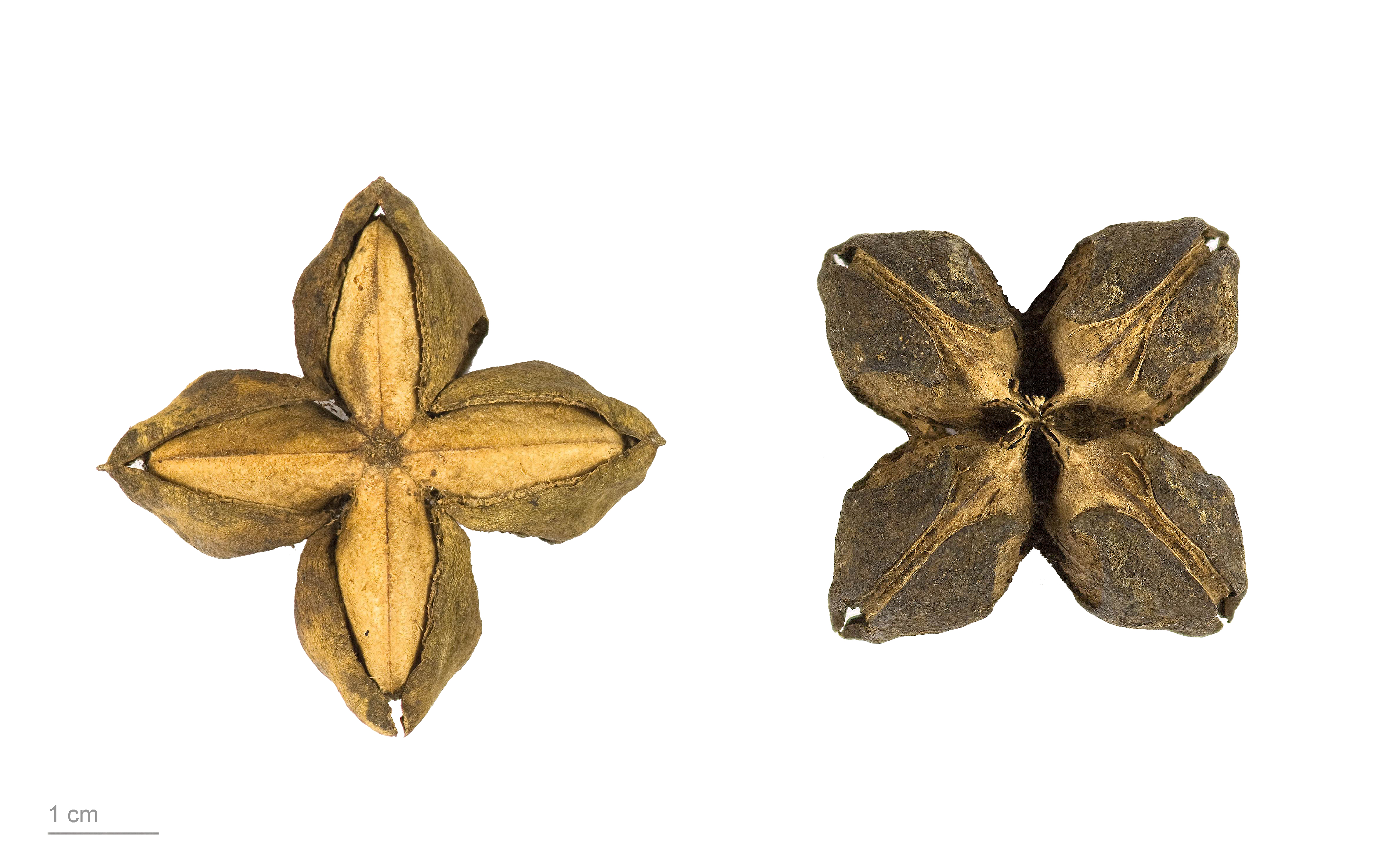
Plukenetia volubilis

Plukenetia volubilis L. è una pianta rampicante perenne della famiglia delle Euforbiacee, comunemente conosciuta come sacha inchi, arachide dell'Inca o sacha arachide. Originaria della foresta pluviale amazzonica, predilige i climi caldo-umidi ben drenati con permanente presenza d'acqua. Cresce fino a 1700 m s.l.m. prediligendo i terreni acidi, franchi e nei pressi del corso dei fiumi.

## Descrizione
Il sacha inchi è una pianta con crescita volubile caratterizzata da un'ampia ramificazione e da numerose foglie a forma di cuore di 10–12 cm di lunghezza e larghe dagli 8 ai 10 cm. I fiori sono piccoli e biancastri. La capsula fruttifera ha una diametro di circa 3–5 cm e normalmente ha 4 punte e quattro semi all'interno, anche se eccezionalmente può arrivare a 5 o anche fino a 7 punte; è di color verde, e tende al marrone scuro o al nero quando giunge a maturazione, mentre i semi sono color marron scuro di 1,5–2 cm di diametro.

## Coltivazione
Il sacha inchi può crescere fino ad oltre 2 metri ed ha bisogno di tutori per la crescita di tale altezza per lo sviluppo. Può essere seminato in vivaio o direttamente in campo; nel primo caso germina in un paio di settimane, quindi ha bisogno di 1-2 mesi prima del trapianto definitivo. Dopo 3-4 mesi dal trapianto compaiono i primi fiori, e dopo 1 mese inizia a fruttificare. La raccolta, che avviene quando i frutti sono secchi, al primo anno inizia normalmente dopo 8 mesi dalla semina. La pianta consente una buona produzione per circa una decina d'anni, anche se in certi casi piante con un'età maggiore hanno continuato a produrre ugualmente.

## Altre notizie
Il sacha inchi è stato coltivato da secoli dagli indigeni locali, è una pianta che nella foresta amazzonica cresce in forma selvatica e dalla fine del XX secolo in Perù si è avuto un notevole incremento nella sua produzione derivato dalle proprietà benefiche che possiede l'olio ricavato dai suoi semi. Negli anni a seguire la sua coltivazione è stata introdotta anche in altri paesi sudamericani della fascia tropicale.
L'olio di sacha inchi è ricco di acidi grassi polinsaturi, dei gruppi degli omega-3, degli omega-6 e omega-9, è inoltre ricco di proteine e vitamine E e A. L'acido linolenico contenuto nell'olio extra vergine di sacha inchi ha una percentuale estremamente più alta di quella di olio di soia, girasole e oliva. Gli acidi grassi essenziali, uniti alla presenza della vitamina E, consentono il controllo dei radicali liberi e di conseguenza è un ottimo antiossidante naturale. Il consumo costante di olio di sacha inchi dà grossi benefici al sistema cardiocircolatorio, favorendo la riduzione del colesterolo cattivo (LDL) e mantenendo a livelli normali la pressione arteriosa.